# 잎 형태학 용어

이하는 식물 분류학 중 잎의 형태학적 분류에 사용하는 용어들이다.

## 잎차례
잎차례(Phyllotaxis) 또는 엽서(葉序)는 잎의 배열을 의미한다.
| 그림       | 용어         | 영어               | 설명                                                       |
| ---------- | ------------ | ------------------ | ---------------------------------------------------------- |
|            | 단엽         | simple             | 소엽 구조 없이 하나에 한 잎새만 존재(복엽이 아님).         |
|            | 쌍복엽       | bifoliolate        | 소엽이 두 개                                               |
| 이출겹엽   | geminate     |                    | 소엽이 두 개                                               |
| 대생엽     | jugate       |                    | 소엽이 두 개                                               |
|            | 이회이출겹엽 | bigeminate         | 소엽이 두 개이고 각 소엽이 복엽                            |
|            | 삼출겹엽     | ternate            | 소엽이 세 개                                               |
| 수채엽     | trifoliate   |                    | 소엽이 세 개                                               |
| 삼복엽     | trifoliolate |                    | 소엽이 세 개                                               |
|            | 이회삼출겹엽 | biternate          | 소엽이 세 개이고 각 소엽이 삼엽                            |
|            | 우상엽       | pinnate            | 중간 축을 따라 두 줄의 소엽들이 서로 반대쪽으로 남.        |
|            | 기수우상엽   | imparipinnate      | 소엽 개수가 홀수이고 깃털 모양                             |
| 홀수우상엽 | odd-pinnate  |                    | 소엽 개수가 홀수이고 깃털 모양                             |
|            | 우수우상엽   | paripinnate        | 소엽 개수가 짝수이고 깃털 모양                             |
| 짝수우상엽 | even-pinnate |                    | 소엽 개수가 짝수이고 깃털 모양                             |
|            | 이회우상엽   | bipinnate          | 소엽들이 깃털 모양을 이루고 그것들이 다시 깃털 모양을 이룸 |
|            | 삼회우상엽   | tripinnate         | 소엽들이 깃털 모양을 이루고 그 소엽들은 이회우상엽         |
|            | 장상복엽     | palmately compound | 한 점에서 방사형으로 뻗은 소엽들이 손바닥 모양을 이룸      |

## 잎꼴
잎꼴 또는 엽상(葉狀)은 잎의 모양을 의미한다.

## 잎가
잎가 또는 엽연(葉緣)은 잎의 가장자리를 의미한다.
| 그림 | 용어                       | 학명              | Description                              |
| ---- | -------------------------- | ----------------- | ---------------------------------------- |
|      | 전연(全緣, entire)         | Forma integra     | 톱니 없이 매끄러움                       |
|      | 세모상(細毛狀)             | ciliata           | 가장자리에 잔털                          |
|      | 둔거치(鈍鋸齒)             | crenata           | 볼록하고 둔한 톱니.                      |
|      | 소둔거치(小鈍鉅齒)         | crenulate         | 작은 둔거치                              |
|      | 치아상거치(齒牙狀鋸齒)     | dentata           | 이빨 모양.                               |
|      | 소치아상거치(小齒牙狀鋸齒) | denticulata       | 작은 치아상거치                          |
|      | 예거치(銳鋸齒)             | serrata           | 목공톱모양 비대칭 톱니.                  |
|      | 이중예거치                 | duplicato-dentata | 예거치의 톱니가 다시 작은 예거치를 이룸  |
|      | 소예거치(小銳鋸齒)         | serrulata         | 작은 예거치                              |
|      | 심파상(深波狀)             | sinuosa           | 기복이 심하고 깊은 톱니                  |
|      | lobate                     | lobata            | 들쑥날쑥하지만 자국이 중심을 범하지 않음 |
|      | lobulate                   | lobulate          | 작은 lobata                              |
|      | 파상(波狀)                 | undulata          | 파도모양으로 심파상보다 얕음             |
|      | spiny or pungent           | spiculata         | 뻣뻣하고 뾰족한 돌출부. 엉겅퀴 따위      |